# Edward A. Gilbert
Edward Addison Gilbert (* 6. Juli 1854 in Illinois) war ein US-amerikanischer Politiker. Zwischen 1899 und 1901 war er Vizegouverneur des Bundesstaates Nebraska.
Die Quellenlage über Edward Gilbert ist sehr schlecht. Gesichert ist, dass er seit 1884 im York County in Nebraska lebte. Politisch war er damals Mitglied der Republikanischen Partei. Im Jahr 1889 wurde er in die Staatslegislative gewählt. 1896 verließ er die Republikaner und wurde zunächst Mitglied einer Abspaltung dieser Partei, der Silver Republicans. Dann schloss er sich der Populist Party an.
1898 wurde Gilbert als Gemeinschaftskandidat der Demokraten, der Populisten und der Silver Republicans an der Seite von William A. Poynter zum Vizegouverneur von Nebraska gewählt. Dieses Amt bekleidete er zwischen 1899 und 1901. Dabei war er Stellvertreter des Gouverneurs und formaler Vorsitzender des Staatssenats. In den Jahren 1900 und 1902 strebte er erfolglos seine Wiederwahl bzw. seine Rückkehr in dieses Amt an. Danach verliert sich seine Spur.